# Amarin Plaza
Amarin Plaza là một trung tâm mua sắm nằm ở trung tâm của khu mua sắm Ratchaprasong.
Amarin Plaza có năm tầng gồm các cửa hàng thuộc các ngành hàng như thời trang, nội thất, trang sức, điện tử và thủ công mỹ nghệ Thái Lan. Trung tâm mua sắm cũng có các nhà hàng và spa thẩm mỹ.